# لیندا لوایزا
لیندا لوایزا لوپز سوتو (به انگلیسی: Linda Loaiza) وکیل حقوق بشر ونزوئلا است. او به دلیل ارائه اولین پرونده خشونت جنسیتی علیه دولت ونزوئلا در دادگاه بین آمریکایی حقوق بشر (CDCH) شناخته شده‌است.

## زندگی
پدر و مادر لیندا از کشاورزان کلمبیایی بودند. او در ایالت مریدا زندگی می‌کرد و به همراه خواهر بزرگترش آنا سسیلیا لوپز با هدف تحصیل در رشته دامپزشکی در دانشگاه مرکزی ونزوئلا به کاراکاس نقل مکان کرد. اما در ۲۷ مارس ۲۰۰۱ قربانی آدم‌ربایی، آزار و شکنجه شد که منجر به صدمات جسمی و روحی در او شد.

## پرونده خشونت جنسی
بر اساس شکایتی که به مقامات ونزوئلا ارائه شده‌است، صبح روز ۲۷ مارس ۲۰۰۱، هنگامی که لیندا لوایزا در حال خروج از محل سکونت خود در کاراکاس بود، توسط ضاربی به نام لوئیس کاررا آلموینا غافلگیر شد و ضارب خشونت او را به مرگ تهدیدکرد. او در طول اسارت مورد آزار جنسی، مثله کردن، تجاوز و شکنجه قرار گرفت. او در ۱۹ ژوئیه ۲۰۰۱ توسط مأموران آتش‌نشانی و پلیس نجات یافت.

### روند قضایی
در ۱۹ ژوئیه ۲۰۰۱، تاریخی که لیندا لوایزا لوپز سوتو نجات یافت، تحقیقات جنایی توسط دادستان شماره ۳۳ وزارت عمومی منطقه شهری کاراکاس آغاز شد. در ۲۸ نوامبر ۲۰۰۱، یک اتهام رسمی علیه لوئیس کاررا آلموینا به جرم تجاوز جنسی و تهدید به قتل مطرح شد. در ۵ نوامبر ۲۰۰۴، قاضی رزا کادیز حکم تبرئه همه اتهامات را به نفع ضارب صادر کرد. این اقدام لوایزا را به اعتصاب غذا در مقابل دادگاه عالی ونزوئلا (TSJ) واداشت. سالها بعد، دادگاه جدیدی آغاز شد که در آن کاررا آلموینا به جرم جراحات بسیار شدید و محرومیت غیرقانونی از آزادی مجرم شناخته شد و به شش سال و یک ماه زندان محکوم شد.

### روند پیش روی کمیسیون بین آمریکایی
در ۱۲ نوامبر ۲۰۰۷، کمیسیون بین‌آمریکایی حقوق بشر طوماری را دریافت کرد که توسط لیندا لوایزا لوپز سوتو و خوان برناردو دلگادو ارائه شده بود که در آن مسئولیت بین‌المللی جمهوری بولیواری ونزوئلا مطرح شده بود. شاکیان ادعا کردند که لیندا لوایزا لوپز در ۲۷ مارس ۲۰۰۱ توسط لوئیس کاررا آلموینا در شهر کاراکاس ربوده شد و او تا ۱۹ ژوئیه همان سال، او را از آزادی محروم کرده تا زمانی که او موفق شد درخواست کمک کند و توسط نیروهای امنیتی نجات یافت. مقامات محلی بیان کردند که در آن ماه‌ها، لیندا لوایزا لوپز تحت انواع مختلف خشونت‌های فیزیکی، جنسی و روانی قرار گرفته که باعث آسیب‌های جدی به او شده‌است که عواقب آن تا امروز ادامه دارد. آنها اشاره کردند که دولت مسئول عدم رعایت تعهدات در قبال ضمانت در مواجهه با این رویدادهای جدی است، با این حال، خواهرش تلاش کرد ناپدید شدن را گزارش کند.
آنها استدلال کردند که اعمال جدی خشونت جنسی که توسط یک فرد انجام می‌شود بدون مجازات باقی می‌ماند و این گونه اعمال باید نوعی شکنجه در نظر گرفته شود تا دامنه و محتوای تعهدات دولت برای بررسی و مجازات آنها مشخص شود. آنها اشاره کردند که به موجب موارد فوق، دولت حقوق مختلف مندرج در کنوانسیون آمریکایی حقوق بشر، و همچنین تعهدات مندرج در کنوانسیون بین آمریکایی برای جلوگیری، مجازات و ریشه کن کردن خشونت علیه زنان و در کشورهای مختلف را نقض کرده‌است.
دولت ونزوئلا مدعی شد که مسئولیتی در قبال نقض کنوانسیون آمریکایی، کنوانسیون بلم دو پارا، یا کنوانسیون بین آمریکایی برای جلوگیری و مجازات شکنجه ندارد.
پس از تجزیه و تحلیل مواضع طرفین، کمیسیون به این نتیجه رسید که دولت ونزوئلا مسئول نقض حقوق تمامیت شخصی (ماده ۵)، آزادی شخصی (ماده ۷)، زندگی خصوصی، حیثیت و خودمختاری (ماده ۱۱) است. به همین ترتیب، کمیسیون به این نتیجه رسید که دولت ونزوئلا مسئول نقض ماده ۷ کنوانسیون بلم دو پارا و مواد ۱، ۶ و ۸ کنوانسیون بین آمریکایی برای جلوگیری و مجازات شکنجه است.

### دادگاه بین آمریکایی
کمیسیون بین‌آمریکایی پرونده را در ۲ نوامبر ۲۰۱۶ به صلاحیت دادگاه ارسال کرد، زیرا در نظر داشت که دولت ونزوئلا از توصیه‌های مندرج در گزارش ارزش‌ها تبعیت نکرده‌است. دولت ونزوئلا هیچ پاسخی به گزارش شایستگی ارائه نکرد. کمیسیون تمام حقایق گزارش شایستگی را به دیوان ارائه کرد. دولت به‌طور نسبی مسئولیت را پذیرفت و صریحاً اعلام کرد که اعتراف آن شامل مسئولیت ناشی از تخلفات مرتکب شده توسط یک فرد نمی‌شود. اعمال وحشیانه و ظالمانه خشونت فیزیکی، کلامی، روانی و جنسی که لیندا لوایزا لوپز سوتو متحمل شد، بر حقوق او، آزادی شخصی، حیثیت، خودمختاری، و زندگی خصوصی و همچنین زندگی خانوادگیش تأثیر گذاشت.

## آثار
دو دهه (۲۰ سال) پس از اینکه لیندا خود را از زندانی شدن از دست ضارب در سال ۲۰۰۱ رها کرد، که او را با زخم‌های فیزیکی، روانی و عاطفی برجای گذاشت، تصمیم گرفت که به همراه لوئیزا کیسلینگر کتابی بنویسد، که در آن او چگونگی رخ دادن وقایع را بازگو می‌کند و چگونه دولت ونزوئلا با ممانعت از دسترسی او به عدالت، قانون را نقض کرده‌است.